# بيرديجستياك
بيرديجستياك (بالروسية: Бердигестях) هي مدينة في جمهورية ياقوتيا في روسيا.
يبلغ عدد سكانها حوالي 6147 نسمة.